# Antouaneta Angelidi
Antouneta Angelidi (grec: Αντουανέτα Αγγελίδη,  Atenes, 1950) és una directora de cinema i Pintora grega.

## Biografia
Nascuda a Atenes el 1950, va estudiar per primera vegada arquitectura a la Universitat Politècnica Nacional d'Atenes i es va graduar el 1973. Després va estudiar cinema a l'IDHEC i es va graduar el 1977. Paral·lelament, va estudiar semàntica cinematogràfica a l'EHESS amb Christian Metz.
És professora de cinema a la Universitat de Tessàlia i a la Universitat Aristòtil de Tessalònica.
El 2005, el Festival Internacional de Cinema de Tessalònica li va retre homenatge durant una retrospectiva de la seva obra.

## Filmografia
- 1975 : L'Histoire écrite (curtmetratge)
- 1976 : L'Eau (curtmetratge)
- 1977 : Idées Fixes - Dies Irae (Variations sur le même sujet)
- 1985 : Topos
- 1995 : Les Heures
- 1997 : Fragments (documental)
- 2001 : Kleftis i pragmataikotita[3]

## Premis
- Contra-festival de cinema grec de 1977 (Tessalònica): dues mencions d'honor (millor director jove i premi a la recerca cinematogràfica per la Unió Panhel·lènica de Crítics de Cinema (PEKK))
- Festival de Cinema Grec de 1985 (Tessalònica): Premi Especial del Jurat, Millor So, Premi de la Unió Panhel·lènica de Crítics de Cinema (PEKK)
- Festival Internacional de Cinema de Tessalònica de 1995: millors decorats, millors vestits